# Barranco de Erques
El barranco de Erques es un barranco situado en la vertiente suroccidental de la isla de Tenerife −Canarias, España−, entre los municipios de Adeje y Guía de Isora.
La cabecera del barranco está incluida en el parque natural de la Corona Forestal y su desembocadura en el sitio de interés científico de los Acantilados de Isorana. El tramo medio constituye el paisaje protegido del Barranco de Erques, un elemento de la Red Canaria de Espacios Naturales Protegidos con la categoría de paisaje protegido.

## Toponimia
De procedencia guanche, Erques es relacionado por los investigadores con los términos eres −vocablo guanche para un tipo de poza− y erkah, voz bereber cuyo significado es 'relieve de terreno rocoso de color oscuro'. El término se repite en otro barranco de la isla, así como en una localidad y barranco de la isla de La Gomera.

## Localización
El barranco de Erques es un elemento particularizado del paisaje en el oeste de Tenerife. Nace a 2348 m s. n. m., en las montañas que cierran el circo de Las Cañadas del Teide por el suroeste, y recorre más de diecisiete kilómetros hasta desembocar en el mar, en la playa del Barranco de Erques. Su curso sirve de delimitación administrativa natural entre los municipios de Guía de Isora y Adeje.

## Geología
El barranco discurre por las laderas occidentales de la isla como una profunda hendidura de gran desarrollo longitudinal, formándose entre paredes de coladas basálticas y traquibasálticas de la Serie II.

## Flora
En general, es un barranco profundo y estrecho, en cuyas zonas más bajas y expuestas al sol predomina el cardonal-tabaibal. En cambio, en las cotas superiores abunda el matorral termófilo, representado principalmente por sabinas (Juniperus turbinata canariensis), almácigos (Pistacia atlantica), acebuches (Olea cerasiformis) y moralitos (Rhamnus integrifolia), frecuentes en lugares inaccesibles. El paraje presenta otros ejemplares vegetales de interés como el hinojo de risco (Bupleurum salicifolium), el rosalito (Bencomia caudata), la cerraja (Sonchus fauces-orci) o la salvia blanca (Sideritis soluta).

## Fauna
El apartado faunístico es variado, sobresaliendo las aves rapaces como el cernícalo vulgar (Falco tinnunculus), la lechuza común o coruja (Tyto alba), el búho chico (Asio otus) o el ratonero común o aguililla (Buteo buteo insularum). Estas aves aprovechan las paredes más escarpadas para realizar sus nidos. Otras especies de vertebrados, como el murciélago montañero (Hypsugo savii) o el murciélago rabudo (Tadarida teniotis) también habitan el lugar.

## Paisaje protegido del Barranco de Erques
El paisaje protegido del Barranco de Erques ocupa 13 kilómetros del curso del barranco homónimo, con 237,9 hectáreas de superficie.
Este espacio configura un paisaje abrupto de interés geomorfológico. El paraje se compone principalmente de plantas rupícolas, balos, tabaibas y pinos en las cotas altas. Además, destacan algunos yacimientos arqueológicos que se han descubierto, bancales de cultivo abandonados, algunas galerías filtrantes y restos de antiguos caminos empedrados.
El espacio fue declarado por la Ley 12/1987, de 19 de junio, de Declaración de Espacios Naturales de Canarias, como paraje natural de interés nacional con la denominación de Barranco de Erques y Acantilados,
siendo reclasificado a su categoría de paisaje protegido por la Ley 12/1994, de 19 de diciembre, de Espacios Naturales de Canarias.